# Der Trinker (Roman)
Der Trinker ist ein Roman von Hans Fallada. Der Autor verfasste das Werk 1944 während einer Haftzeit in der Landesanstalt Neustrelitz-Strelitz. Er stützte sich dabei auf die eigenen Erfahrungen mit der Alkoholabhängigkeit. Der Roman wurde postum erst 1950 veröffentlicht.

## Biographischer Hintergrund
Der Trinker gilt, neben dem nachfolgend geschriebenen Der Alpdruck, als Falladas persönlichstes Werk. Der Autor war nach einem mutmaßlichen Totschlagversuch an seiner ehemaligen Frau als nicht zurechnungsfähig für dreieinhalb Monate inhaftiert worden. In der Haft verfasste er heimlich das sogenannte „Trinkermanuskript“ (zum Schutz hat er es als Geheimschrift getarnt – es war unleserlich, eng beschrieben, auf den Kopf gestellt und in den Zwischenräumen zurückgeschrieben,) eine intensive Auseinandersetzung mit den Demütigungen und persönlichen Krisen während der vergangenen Jahre. Der schließlich erst nach Falladas Tod (1947) veröffentlichte Roman ist Teil dieses Manuskripts.

## Inhaltsangabe
Das Geschäft von Erwin Sommer läuft seit einiger Zeit schlecht. Als er durch seine Nachlässigkeit einen großen Auftrag an seinen jungen Konkurrenten Heinze verliert, spült er seinen Kummer mit einer halben Flasche Rotwein weg. Sommer fährt gegen den Willen seiner Frau auf Geschäftsreise nach Hamburg, wo er sich innerhalb einer Woche das regelmäßige Trinken angewöhnt. Schließlich findet seine Frau seine Alkoholabhängigkeit und die schlechte Lage des Geschäftes heraus und möchte erreichen, dass er sich in Therapie begibt, indem sie ihn von zwei Ärzten in die Trinkerheilanstalt bringen lässt, aber er flüchtet unterwegs aus dem Auto. Durch Kriminalität und weitere Alkoholabstürze kommt er zunächst als Untersuchungshäftling ins Gefängnis, später dann in eine geschlossene Heil- und Pflegeanstalt. Bei ihrem einzigen Besuch dort teilt ihm seine Frau mit, dass sie sich mit seinem jungen Konkurrenten geschäftlich und privat zusammengetan hat. Daraufhin verliert Sommer in einem Wutanfall die Kontrolle über sich. Seine Verzweiflung wächst und bringt ihn schließlich dazu, nach langer und erzwungener Abstinenz von den Ethanolvorräten auf seiner Station zu trinken. Dies wird entdeckt und zusammen mit der Wut seiner Frau gegenüber als Zeichen dafür gewertet, dass er nicht entlassen werden kann. Seine dauerhafte Unterbringung als „Geisteskranker“ wird vom Anstaltsleiter verfügt. Durch die regelmäßigen Unterhaltszahlungen seiner ehemaligen Frau könnte er materiell ein ziemlich sorgloses Leben führen. Er entschließt sich aber, seinem Dasein selbst ein Ende zu setzen; nicht durch gewaltsamen Akt – dazu ist er, wie er selbst bekennt, zu feige –, sondern durch absichtlich herbeigeführte Ansteckung durch tuberkulöse Mitinsassen der Anstalt. Als er schon die ersten Anzeichen der tödlichen Krankheit spürt, malt er sich aus, wie er, beseelt von einer Überdosis Alkohol, in den Armen seiner früheren Geliebten, entschweben wird, in Rausch und Vergessen: „Und wenn mir so geschieht in meiner Todesstunde, werde ich mein Leben segnen, und ich werde nicht umsonst gelitten haben!“

## Verfilmungen
Zweimal wurde Der Trinker für das Fernsehen verfilmt. 1967 bekam der Hauptdarsteller Siegfried Lowitz für seine darstellerische Leistung in Der Trinker die Goldene Kamera.
1995 kam die hochgelobte Neuverfilmung mit Harald Juhnke in der Hauptrolle als Fernsehfilm im WDR, später auch in der ARD. Regie führte Tom Toelle, das Drehbuch verfasste Ulrich Plenzdorf auf der Grundlage des Romans von Fallada.

## Hörbuch
Als Hörbuch erschien Der Trinker 2010 bei Edition Apollon; ungekürzt gelesen von dem Schauspieler Christian Melchert, 2019 bei HieraxMedien gelesen von André Grotta.